# Pterolophia luteomarmorata
Pterolophia luteomarmorata là một loài bọ cánh cứng trong họ Cerambycidae.